# João de Sousa Carvalho
João de Sousa Carvalho   (Estremoz, 22 de febrer de 1745 - Alentejo, 1799) fou un compositor i pedagog portuguès.
João de Sousa Carvalho, fill de Paulo de Carvalho i la seva esposa Ana Maria Angélica. Començà estudiar música el 28 d'octubre de 1753, dia que entrà en el "Colégio dos Santos Reis de Vila Viçosa". Una concessió reial li va permetre acudir a Itàlia junt amb el també compositor Jerónimo Francisco de Lima a inscriure's el 15 de gener de 1761 en el "Conservatorio di Sant'Onofrio a Porta Capuana" de Nàpols, on estudià sota la guia de Carlo Cotumacci. L'any 1766 debutà com a compositor d'òpera a Roma amb la La Nitteti, llibret de Pietro Metastasio. Va tornar a Portugal presumiblement el 1767, ja que va signar el Llibre d'Inscripcions de la Confraria de Santa Cecília el 22 de novembre del mateix any. Entrà en la "Irmandade de Santa Cecília" (una associació de músics) de Lisboa i el mateix any fou nomenat professor de contrapunt en el "Seminário da Patriarcal", on restà en actiu des de 1769 fins 1773 com a mestre i, posteriorment, des de 1773 a 1778). Aquell mateix any L'any 1778 succeí a Davide Perez en la posició de professor de música de la família reial portuguesa com a professor d'infants i compositor de la Cambra Reial, amb un sou mensual de 40$ 000 réis i dret a utilitzar el carruatge, començant a controlar tot l'aparell de producció de músics teatrals de la Cort. Acabat el seu servei en el "Seminário da Patriarcal", es retirà a la propietat que posseïa a l'Alentejo.
om a mestre de capella: entre els seus alumnes si trobaven:
- António Leal Moreira;
- João José Baldi;
- i el cèlebre compositor d'òperes Marcos António Portugal.

Carvalho fou el més important compositor portuguès de la seva generació i un dels millors de la història dels seu país. En less eves nombroses obres sagrades, basant-se en l'estil de Niccolò Jommelli, feu un ús apropiat del contrapunt i estructurà l'escriptura melòdica en els moviments ràpids. Carvalho a més, va compondre, òperes serioses i còmiques, a més de serenates.

## Obra
La seva nombrosa obra sagrada va ser escrita a l'estil de Jommelli, La seva òpera seriosa, i les seves serenates, es van representar als palaus reials d'Ajuda i Queluz.
Òperes
- La Nitteti (drama per musica, llibret de Pietro Metastasio, 1766, Roma)
- L'amore industrioso (drama còmic, llibret de F. Casorri, 1769, Lisboa)
- Eumene (drama serios per musica, llibret d'Apostolo Zeno, 1773, Lisboa)
- O monumento imortal (drama, 1775, Lisboa)
- L'angelica (serenata, llibret de Pietro Metastasio, basat en L'Orlando furioso de Ludovico Ariosto, 1778, Lisboa)
- Perseo (serenata, llibret de Gaetano Martinelli, 1779, Lisboa)
- Testoride argonauta (drama, llibret de Gaetano Martinelli, 1780, Lisboa)
- Seleuco, re di Siria (drama, llibret de Gaetano Martinelli, 1781, Lisboa)
- Everando II, re di Lituania (drama, llibret de Gaetano Martinelli, 1782, Lisboa)
- L'Endimione (drama per musica, llibret de Pietro Metastasio, 1783, Lisboa)
- Tomiri (drama per musica, llibret de Gaetano Martinelli, 1783, Lisboa)
- Adrasto, re degli Argivi (drama per musica, llibret de Gaetano Martinelli, 1784, Lisboa)
- Nettuno ed Egle (fàbula pastoral, 1785, Lisboa)
- Alcyone (drama per musica, llibret de Gaetano Martinelli, 1787, Lisboa)
- Numa Pompilio II, re dei romaní (serenata, llibret de Gaetano Martinelli, 1789, Lisboa)

Altres obres
- 6 misses
- 3 Te Deum
- Se a fé jurada per a dues veus i tastiera
- Sonata en re mayor
- Sonatas portuguesas